# Ilhánok
Az ilhánok, ilhánidák vagy ilkánok (1256–1335) (törökül: İlhanlılar, perzsa: سلسله ایلخانی,mongolul: Ил Хан улс, egyszerűsített kínai: 伊 儿 汗国, tradicionális kínai: 伊 儿 汗国,pinjin: Yī'ér Han "guo), a Mongol Birodalom bázisán létrejött kánság, amely meghódította Perzsiát a 13. században. Az Ilhán Birodalom kialakulása Dzsingisz kánnak a Hvárezmi Birodalom elleni hadjárataihoz (1219-1224) köthető. Alapítója Dzsingisz kán unokája, Hülegü. Legnagyobb kiterjedése alatt magába foglalta Irán, Irak, Afganisztán, Türkmenisztán, Örményország, Azerbajdzsán, Grúzia, Anatólia, és Nyugat-Pakisztán területeit. Az ilhánok támogatták a különböző vallásokat, de különösen a buddhizmust és a kereszténységet, sőt még francia–mongol szövetség is kialakult a keresztesekkel annak érdekében, hogy meghódítsák Palesztinát. Későbbi uralkodóik, 1295-től, Gázán kántól kezdve átvették az iszlám vallást.

## Története
A mongolok harmadik nagykánja, Möngke (Toluj fia) – akivel Batu szövetkezett Ögödej utódai ellen, ezzel biztosítva függetlenségét az Arany Horda által birtokolt területeken – a fivérét, Hülegüt küldte Iránba, hogy az iszlám területeket véglegesen uralma alá vonja. Hülegü a bátyja iránti tiszteletből az ilhán („vazallus kán”) címet vette fel.
Hülegü irtózatos pusztítással nyomult Bagdad felé, útközben a szeldzsukok régi belső ellenségeit, az alamuti sziklavárakban tanyázó iszmáilita aszaszinokat pár nap alatt elpusztítva, 1257-ben jutott Bagdad alá, és behódolásra szólította fel al-Musztaszim (1242–1258) kalifát. A kalifa ellenállását egy hónap után megtörték, és 1258 januárjában a várost porig rombolták. Mintegy nyolcszázezren lelték itt halálukat, elsősorban a muszlim lakosság. A kalifát az egykorú leírások szerint szőnyegbe csavarták és lovakkal tiportatták agyon. Ez az évszám egyúttal az abbászida kalifátus, bár látszólagos és inkább jelképes, de hatalmának végét is jelzi. A keresztényeket Hülegü főfelesége kérésére, aki nesztoriánus keresztény volt, megkímélték. Ugyanígy Damaszkusz bevétele során is, ezért a mongoloknak ez a megkülönböztető eljárása a csaták során az iszlám-keresztény ellentétek egyik forrása lett. A muszlimok keresztényekkel szembeni toleranciáját (Bagdadban mintegy kétszázezer keresztény élt viszonylag békében) megrendítette az a félelem, hogy az iszlám ellen a keresztények és a mongolok szövetséget köthetnek. Ezt megerősítette I. Hetum örmény király 1254-ben, a mongol udvarban tett látogatása is.

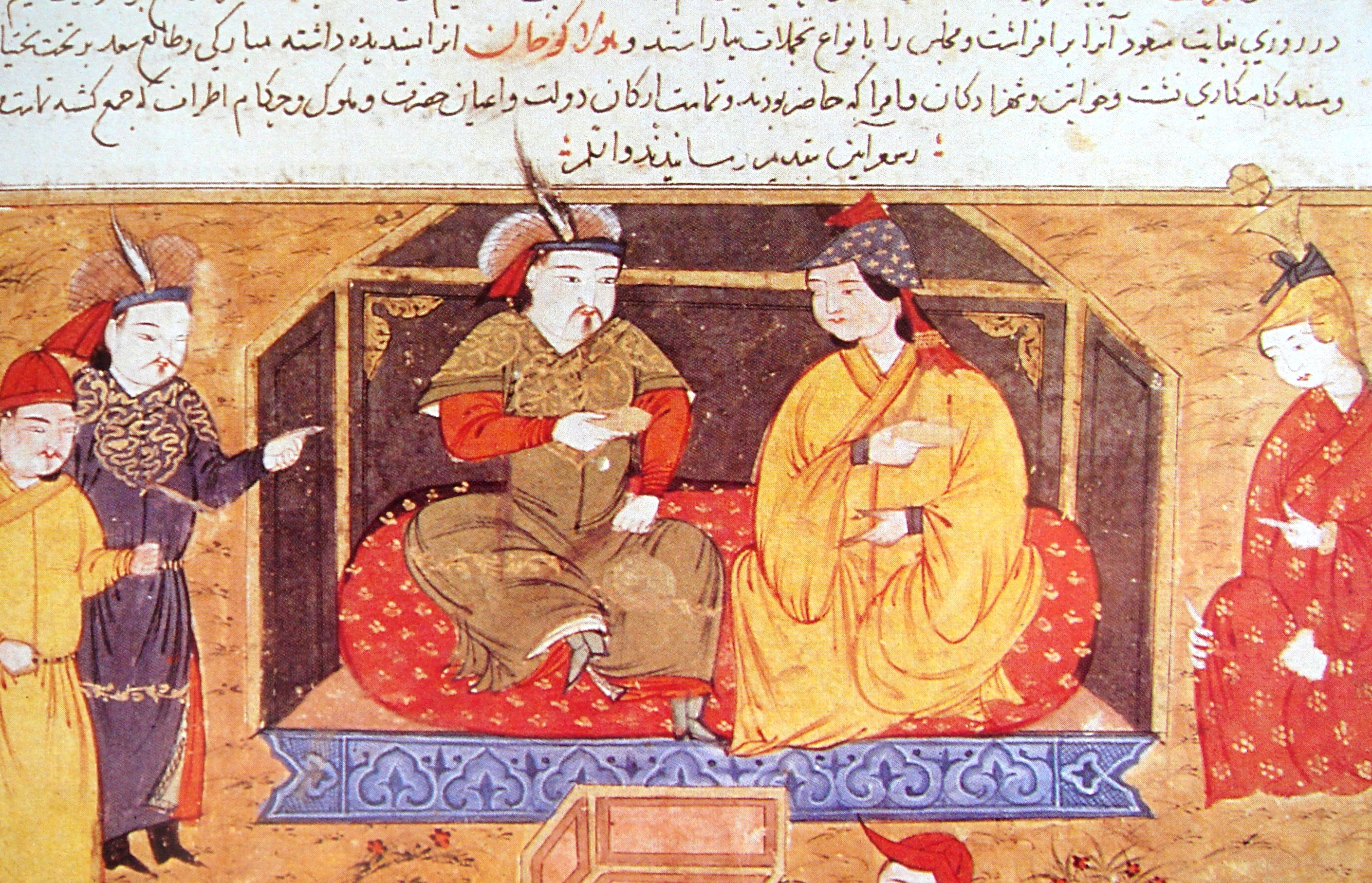
Hülegü és nesztoriánus felesége Dokuz Hatun

Hülegü csapatai már Egyiptomot fenyegették, de Palesztinában, Ajn Dzsálútnál a mamlúk Bajbarsz seregei megsemmisítő csapást mértek rájuk, és ellentámadásba lendülve visszafoglalták Szíriát. A mongolok soha többé nem próbálták leigázni a Nílus menti területeket, bár többször betörtek Szíriába, Palesztinába.
Hülegü iráni és mezopotámiai hódításai egyben Möngke nagykánnal való szakítását is jelentették. A hatalmas zsákmányt megtartva, az azerbajdzsáni Marágéban fővárost építtetett, és bagdadi, damaszkuszi mesterekkel díszes épületeket emelt. Az iszlám világ számtalan kiválósága dolgozott udvarában, virágzó kulturális életet teremtve. A marágéi csillagvizsgálóban kínai, perzsa tudósokkal dolgozott az aszaszinok legismertebb csillagásza, Naszraddín Túszi is.
Az ilhánok kereskedelmi mozgásterük kiszélesítése érdekében kiterjedt kapcsolatokat próbáltak kiépíteni a nyugati hatalmakkal, elsősorban az itáliai városokkal és Franciaországgal. Abáká kán (1265–1282) és Argúnkán (1284–1291) több alkalommal is követet küldött a pápához, képviselői az angol király udvarába is eljutottak. Argún kán fővárosában, Tebrizben velencei, pisai kirendeltség működött, kultúrtörténeti érdekesség, hogy Argún számára a velencei Polo testvérek a nagykán (Kubiláj) udvarából hoztak feleséget A muszlimokkal szemben a keresztényeket és a zsidókat pártolták, akik jelentős hivatalokat töltöttek be a kánok udvarában. Bajdún kán (1295) uralkodása alatt még a muszlim prédikációkat is betiltották.
Argún fia, a kezdetben buddhista Gázán (1295–1304), kihasználva a muszlim lakosság jelentős számbeli fölényét, felvette az iszlám vallást, és az ulema támogatásával magához ragadta a hatalmat. Ezzel az iszlám ismét államvallássá lett Irán területén. Most a keresztények és zsidók üldözésére került sor, de a buddhistákat kímélték. A kereskedelem zavartalan lebonyolítása azonban általános vallási és felekezeti megbékélést kívánt meg, és Gázán uralkodása alatt fokozatosan, a kor viszonylatában figyelemreméltó együttélés valósult meg a muszlim lakosság, a keresztény, zsidó hivatalnokréteg és a főként buddhista kínai mérnökök, orvosok, tudósok között. Kubiláj kán halála (1294) és Gázán áttérése ezzel együtt a mongol uluszok közötti kapcsolatrendszer meggyengülésével járt.

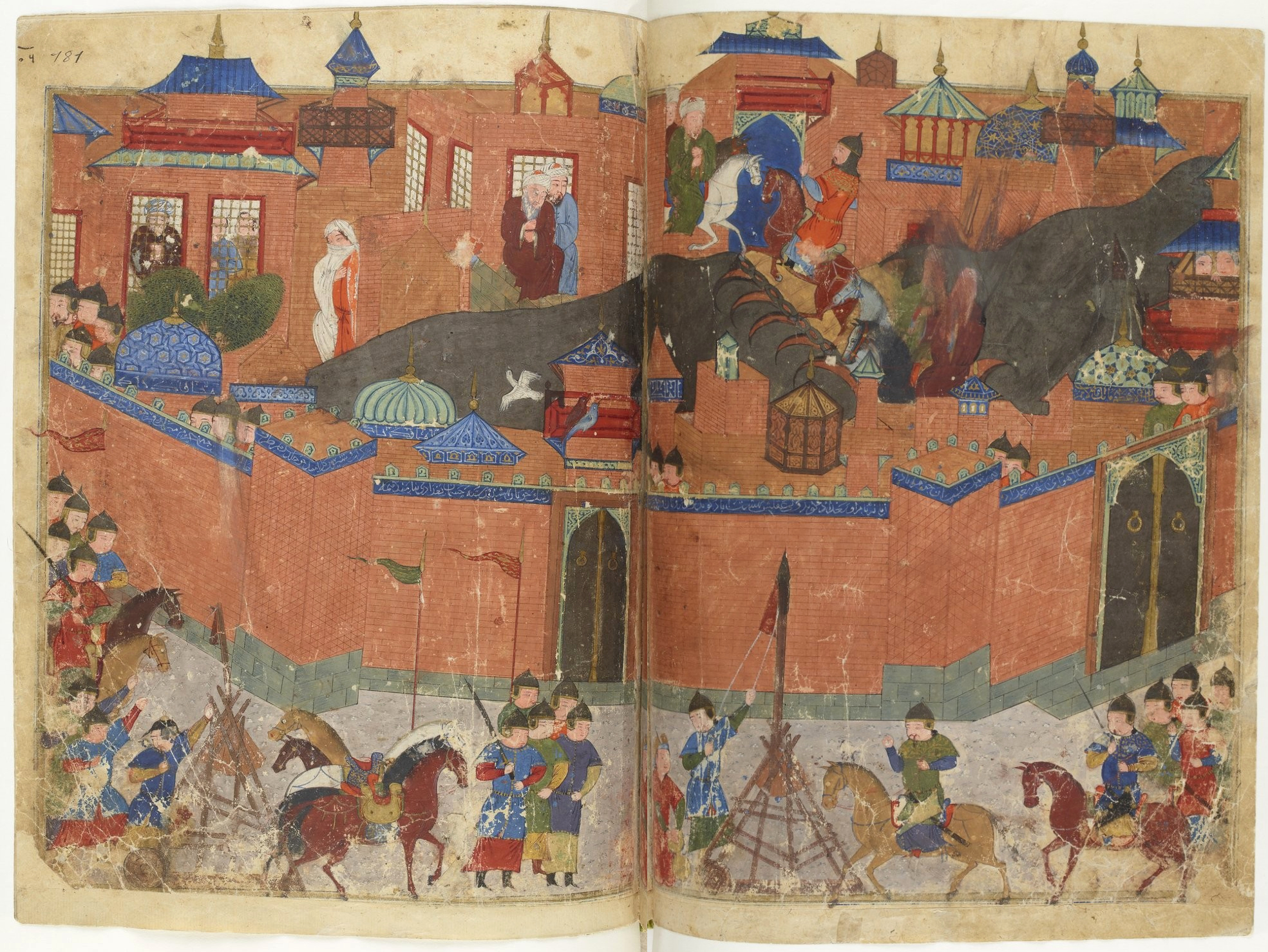
Hülegü csapatai elfoglalják Bagdadot (1258)

Kiváló, biztonságos úthálózatot terveztek, adó- és hadügyi reformokat vezettek be a kincstár stabilizálása érdekében. Ez utóbbi azonban a hadjáratok terhei következtében nem volt hosszú életű, bár még papírpénzt is nyomtattak az államkincstár egyensúlyának fenntartására. Idővel kénytelenek voltak a hadsereg vezető tisztjeit földterületekkel fizetni. Ez elősegítette a tisztek függetlenedési törekvéseit, ami alapjaiban ásta alá a birodalom egységét. Míg a síita felekezetre áttért Öldzsejtü kán (1304–1314) alatt új fővárosukban, Szoltánijében kiváló építészeti remekművek jöttek létre bagdadi mesterek jóvoltából, addig a szunnita Abu Szaíd kán (1316–1335) uralkodása alatt a belső forrongások már a birodalom megroppanását eredményezték. A külső ellenség jó érzékkel támadt az ilhánidák ellen, amikor a már darabjaiban létező birodalmat az Arany Horda a Mamlúk Birodalommal (és időnként a bizánciakkal is) szövetkezve lerohanta.
A kis fejedelemségekre szakadt birodalom távoli vidékein is fellángolt az ellenállás, az afgánok, tatárok lázadásait, betöréseit nem tudták visszaverni, az Arany Horda megszállta Tebrizt. A bagdadi Dzsalaridák Észak-Irán irányában hódítottak, de a türkmén törzsszövetség, a síita Karakojunlu („Fekete Ürü”) és a szunnita Akkojunlu („Fehér Ürü”) ellenállása megtörte lendületüket. Kelet-Iránban a Mutaffaridák vették át a hatalmat, akik Sirázig, Iszfahánig nyomultak előre. Udvarukban a perzsa költészet legnagyobb mestere, Muhammad Samszaddín, azaz Háfiz alkotott, aki misztikus költeményeivel beírta magát a világirodalomba.
Az ilhánok bukásával a nekik súlyos adót fizető, de viszonylagos békében regnáló Rúmi Szeldzsukok napjai is leáldoztak. Területüket különböző kóborló türk népcsoportok vették át, akik harcias magatartásukkal anarchiába süllyesztették a térséget. Ezeket fogta össze egy Oszmán nevű vezér, aki kihasználva stratégiai helyzetét, a Bizánci Birodalom szomszédságában fokozatos hatalmi pozícióra tett szert. Lassan formálódott egy új, erős központi hatalom, amely a 14–15. század során az egyik legnagyobb, de mindenképpen a legtovább fennálló iszlám birodalommá fejlődött, és amely a legnagyobb hatású volt a későbbi európai politika történetére: az Oszmán Birodalom.

## Uralkodók
| Uralkodó                                              | Születési idő     | Halálozási idő      | Élethossz | Uralkodási idő     | Uralkodási évek | Megjegyzés                              |
| ----------------------------------------------------- | ----------------- | ------------------- | --------- | ------------------ | --------------- | --------------------------------------- |
| Hülegü kán                                            | 1217              | 1265. február 8.    | 48 év     | ilhán: 1261 – 1265 | 4 év            |                                         |
| Abáká kán                                             | 1234 februárja    | 1282. április 1.    | 48 év     | ilhán: 1265 – 1282 | 17 év           |                                         |
| Ahmad Tegüder                                         | 1247              | 1284. augusztus 10. | 37 év     | ilhán: 1282 – 1284 | 2 év            |                                         |
| Argún kán                                             | 1258              | 1291. március 7.    | 33 év     | ilhán: 1284 – 1291 | 7 év            |                                         |
| Gajhátú kán                                           | 1271              | 1295. március 24.   | 24 év     | ilhán: 1291 – 1295 | 4 év            |                                         |
| Bájdú kán                                             | 1256              | 1295. október 5.    | 39 év     | ilhán: 1295 – 1295 | 1 év            |                                         |
| (Mahmúd) Gázán                                        | 1271. november 5. | 1304. május 11.     | 33 év     | ilhán: 1295 – 1304 | 9 év            |                                         |
| Öldzsejtü (Mohamed)                                   | 1282. március 24. | 1316. december 16.  | 34 év     | ilhán: 1304 – 1316 | 12 év           |                                         |
| Abu Szaid                                             | 1305. június 2.   | 1335. december 1.   | 30 év     | ilhán: 1316 – 1335 | 19 év           |                                         |
| Árpa Ke'ün                                            | ?                 | 1336. május 15.     | ?         | ilhán: 1335 – 1336 | 1 év            |                                         |
| Múszá                                                 | ?                 | 1337                | ?         | ilhán: 1336 – 1337 | 1 év            |                                         |
| Mohamed                                               | ?                 | 1338 júliusa        | ?         | ilhán: 1336 – 1338 | 2 év            |                                         |
| Szati bég Hatun                                       | ?                 | 1345 után           | ?         | ilhán: 1338 – 1339 | 1 év            | Öldzsejtü leánya és Árpa Ke'ün felesége |
| Dzsahán Temür                                         | ?                 | 1340                | ?         | ilhán: 1339 – 1340 | 1 év            |                                         |
| Abu Szaid                                             | ?                 | 1343                | ?         | ilhán: 1339 – 1343 | 4 év            |                                         |
| 1343 után az Ilhán állam részfejedelemségekre oszlik. |                   |                     |           |                    |                 |                                         |